# Eutelsat 16A
Eutelsat 16A ist ein  Kommunikationssatellit der European Telecommunications Satellite Organization (Eutelsat) mit Sitz in Paris.
Der Satellit hatte ursprünglich die Bezeichnung Eutelsat W3C. Er wurde am 7. Oktober 2011 um 8:21 UTC mit einer Langer Marsch 3BE vom Kosmodrom Xichang in eine geostationäre Umlaufbahn gebracht. Dabei wurde die Startgelegenheiten von Eutelsat W3B und W3C im Februar 2010 getauscht, da ein Erdbeben in einem Werk des Herstellers von Eutelsat W3B in Italien Schäden verursachte die die Fertigstellung des Satelliten zu verzögern drohten. Um den Herstellungsprozess zu beschleunigen, wurde entschieden, beim Bau auch aus Vereinigten Staaten stammende Bauteile zu verwenden, was nach deren ITAR-Bestimmungen jedoch verboten ist. Als Eutelsat am 1. März 2012 das Bezeichnungssystem der Satelliten änderte, erhielt Eutelsat W3C gemäß seiner Orbitalposition 16° Ost den Namen Eutelsat 16A.
Der dreiachsenstabilisierte Satellit ist mit 53 Ku-Band- und 3 Ka-Band-Transpondern und drei ausfahrbaren sowie zwei festen Antennen ausgerüstet und soll von der Position 16° Ost aus Europa, Nordafrika, den Mittleren Osten, Inseln im Indischen Ozean und das Gebiet zwischen Senegal und Madagaskar mit Fernsehen, Telekommunikationsdienstleistungen und Internet versorgen. Er soll auf dieser Position die älteren Satelliten Eurobird 16, Eutelsat W2M und SESAT 1 ersetzen. Der im März 2009 bestellte Satellit wurde auf Basis des Satellitenbus Spacebus 4000  der Thales Alenia Space gebaut und besitzt eine geplante Lebensdauer von 15 Jahren.